# 峰晴寿音
峰晴 寿音（みねはる じゅね、1999年4月22日 - ）は、日本の女子バスケットボール選手である。ポジションはスモールフォワード。Wリーグのシャンソン化粧品シャンソンVマジック所属。

## 来歴
大阪府出身。
大阪薫英女学院高校で全国大会ベスト4となり、U16日本代表としてアジアカップにも出場。
大阪人間科学大でも全国大会出場。
2022年、アイシン ウィングスにアーリーエントリーを経て加入。
2024年オフ、トヨタ紡織サンシャインラビッツに移籍。
2025年オフ、トヨタ紡織を退団。シャンソン化粧品シャンソンVマジックに移籍。

## 日本代表歴
- 2015年U16アジアカップ